# Władysław Broniewski

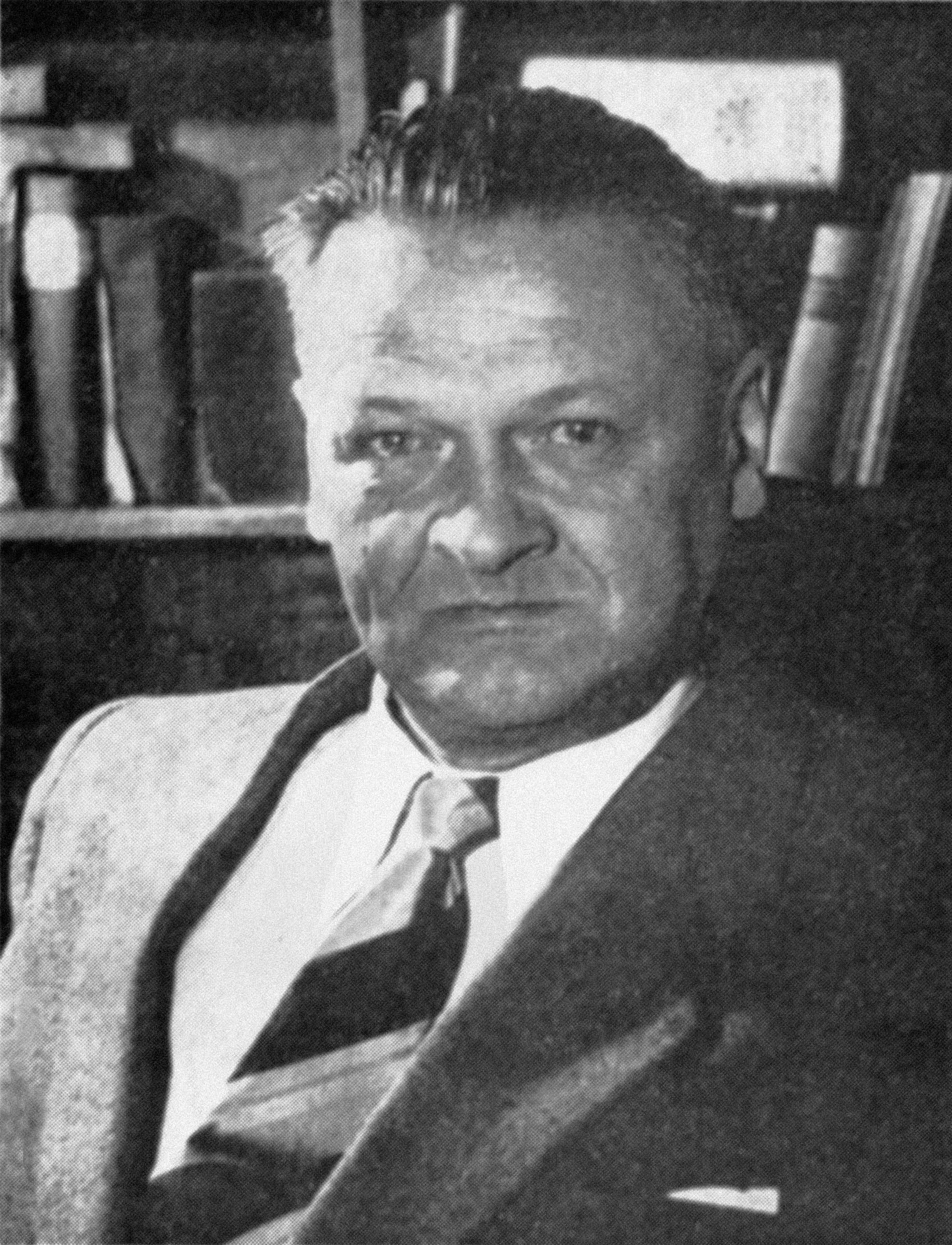
Władysław Broniewski

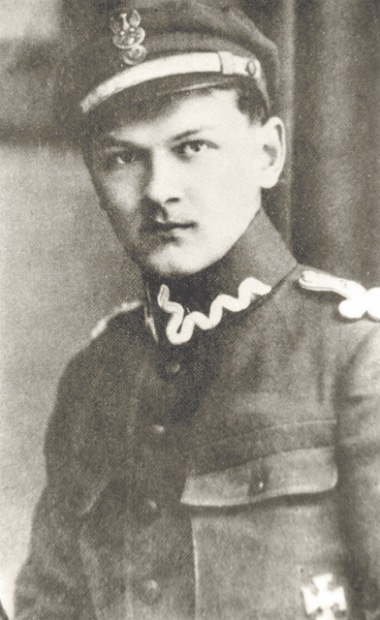
Broniewski là người lính của quân đoàn Ba Lan trong Thế chiến thứ nhất

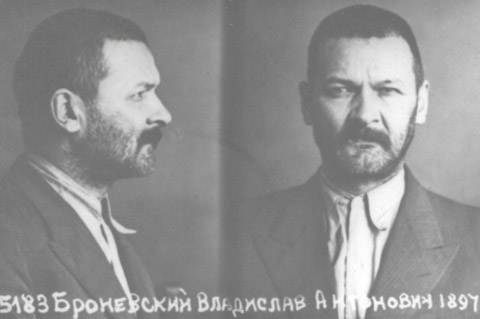
Broniewski sau khi bị Bộ Dân Ủy Nội vụ bắt giữ năm 1940

Władysław Broniewski (17 tháng 12 năm 1897, tại Płock - 10 tháng 2 năm 1962, tại Warszawa) là nhà thơ và người lính người Ba Lan.

## Cuộc đời
Năm 1915, Broniewski gia nhập quân đoàn Ba Lan do Józef Piłsudski đứng đầu. Sau đó ông nhập ngũ tham gia vào cuộc chiến tranh Nga-Ba Lan (1919-1921), chiến đấu trong Trận Białystok. Ông được tao tặng huân chương Virtuti Militari.
Broniewski có cảm tình với chính trị cánh tả. Cuối những năm 20 của thế kỉ IXI, ông là nhà thơ cách mạng. Mùa hè năm 1931, ông bị bắt trong cuộc họp các nhà văn có liên quan đến Đảng Cộng sản Ba Lan (KPP) cùng với Jan Hempel và Aleksander Wat. Ông được Bolesław Wieniawa-Długoszowski giúp đỡ.
Khi Đức tấn công Ba Lan (1939), ông sáng tác bài thơ quan trọng nhằm phủ dụ, động viên tinh thần người dân Ba Lan đứng lên đấu tranh xóa bỏ nền chính trị đương thời và đánh giặc ngoại xâm. Khi Liên Xô xâm chiếm Ba Lan, Broniewski đang hoạt động ở Lwów. Những bài thơ do ông sáng tác đã được in trên một tờ báo của Liên Xô. Tuy nhiên, Bộ Dân ủy Nội vụ (NKVD) đã bắt giữ ông với tội danh "chủ nghĩa côn đồ". Ông không chịu hợp tác với NKVD, do vậy bốn tháng sau ông bị chuyển đến nhà tù Lubianka ở Moskva, bị giam 13 tháng. Ra tù, ông làm việc tại đại sứ quán Ba Lan ở Kuybyshev (nay là thành phố Samara).
Sau Thế chiến II, nhà nước Cộng hòa Nhân dân Ba Lan được thành lập, ông đã thỏa hiệp với Liên Xô bằng cách sáng tác bài thơ Słowo o Stalinie năm 1951. Các bài thơ mà ông sáng tác trong thời kỳ này là minh chứng sống động cho tài năng của ông. Ông cũng là nhà dịch giả thơ và văn xuôi cùng với các nhà văn, nhà thơ đương thời như Fyodor Dostoevsky, Sergei Yesenin, Vladimir Mayakovsky, và Bertolt Brecht.
Trong những năm cuối đời, do lạm dụng rượu nên sức khỏe của ông kiệt quệ dần. Ông qua đời tại Warszawa, hưởng thọ 66 tuổi.

## Tuyển tập thơ
- Wiatraki (1925)
- Dymy nad miastem (1927)
- Troska i pieśń (1932)
- Krzyk ostateczny (1938)
- Bagnet na broń (1943)
- Drzewo rozpaczające (1945)
- Nadzieja (1951)
- Anka (1956)